# Bibliothèque antisémite
Die Bibliothèque antisémite (frz.; Antisemitische Bibliothek) ist eine antisemitische französische Buchreihe des französischen Verlegers Albert Savine (1859–1927), der ab einem bestimmten Zeitpunkt eine bewusst antisemitische Ausrichtung gewählt hatte. 

## Charakteristik
Auf der Suche nach einer Wiederholung des Erfolgs von Édouard Drumonts berüchtigtem La France juive, eines Buches, das 1886 bei Marpon & Flammarion erschien, ließ er nacheinander in einer Sammlung mit fast fünfzig Titeln diese Bücher erscheinen.

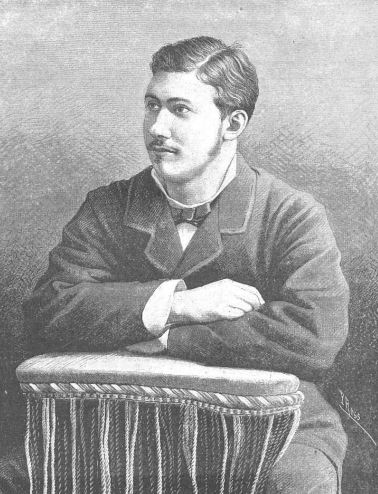
Albert Savine (1884)

Albert Savine hatte 1883 das erste offen antisemitische Verlagshaus gegründet.
Das Buch La Russie juive von Kalixt de Wolski (Pseudonym von Pjotr Ratschkowski ) ist einer der kanonischen Texte des französischen Antisemitismus, der Monate nach der Veröffentlichung von Drumonts La France juive in seinem Verlag erschien. Der wahre Autor des Buches war Pjotr Ratschkowski (1853–1910), der Leiter der Ochrana (d. h. der zaristischen Geheimpolizei) in Paris, der sich den Namen des verstorbenen Journalisten und Aktivisten Kalixt Wolski zu eigen machte.
Zu den in Savines Reihe erschienenen Werken gehören solche von Autoren wie Drumont, Fore-Fauré, Chirac, Bontoux und Desportes.
Die Skandalreihe der Bibliothèque antisémitique war auf seine vorher eingeführte Reihe Question sémitique gefolgt. Die meisten dieser Werke waren dem Autor Jean-Yves Mollier zufolge jedoch vor 1893 zum Verkauf angeboten worden, als Savine in die Insolvenz getrieben wurde. Trotz der Übernahme seiner Bestände und der Gründung der Bibliothèque cosmopolite im Jahr 1894 hätte er im November 1896 beim Handelsgericht Konkurs anmelden müssen, was den Dirigenten des Antisemitismus aus dem Rennen warf.

## Bände (Auswahl)
Die folgende Übersicht erhebt keinen Anspruch auf Aktualität oder Vollständigkeit:
- L'Algérie juive, Georges Meynié
- Les Brigandages historiques, Auguste Chirac
- La Fin d'un monde, Édouard Drumont
- Le Secret de Fourmies, Édouard Drumont
- Les Odeurs de Tunis, Honoré Pontois
- Le Juif selon le Talmud, Auguste Rohling
- La Politique israélite, Kimon
- L’Agiotage sous la IIIe République, Auguste Chirac (1838–1910)
- La Haute Banque et les révolutions, Auguste Chirac

- weitere Autoren: Fore-Fauré, Bontoux und Desportes u. a.